# Scopula candida
Scopula candida là một loài bướm đêm trong họ Geometridae.